# Serve the Servants
"Serve The Servants" é uma canção da banda grunge americana Nirvana, lançada em 13 de setembro de 1993 como a primeira faixa do terceiro álbum de estúdio da banda, In Utero.

## Composição e letra
"Serve the Servants" foi escrita por Kurt Cobain e é uma de suas canções mais autobiográficas. Ela contém comentários sobre sua vida, tanto como uma criança e como adulto. As linhas de abertura "Teenage angst has paid off well/Now I'm bored and old" ("Angústia adolescente pagou muito bem/Agora estou entediado e velho")  foram uma referência ao estado de espírito de Cobain no auge do sucesso do Nirvana. Cobain despertou o interesse da mídia em consideração aos efeitos em que o divórcio de seus pais teve em sua vida com o refrão "That legendary divorce is such a bore" ("O lendário divórcio é tão chato"), e abordando diretamente seu pai com as linhas "I tried hard to have a father/But instead I had a dad/I just want you to know that I don't hate you anymore/There is nothing I could say that I haven't thought before" ("Eu tentei muito ter um pai/Em vez disso tive um papai/Eu só quero que você saiba que eu Não te odeio mais/Não há nada que poderia dizer Que eu não disse antes"). Cobain disse que ele queria que seu pai soubesse que ele não o odiava, mas não tinha vontade de falar com ele. A canção contém também comentários sobre sua relação com Courtney Love, na linha "If she floats than she's not A witch like we had thought" ("Se ela flutua então ela não é Uma bruxa como nós pensamos"). A referência às bruxas sobre Courtney Love no primeiro verso era a frustração de Cobain com a imprensa pelo constante desprezo a Love como uma mulher horrível, mãe, viciada em drogas e detrimento ao Nirvana.